# Jeu électronique de poche
Pour l'article général sur les jeux liés à l'électronique, voir Jeu électronique.

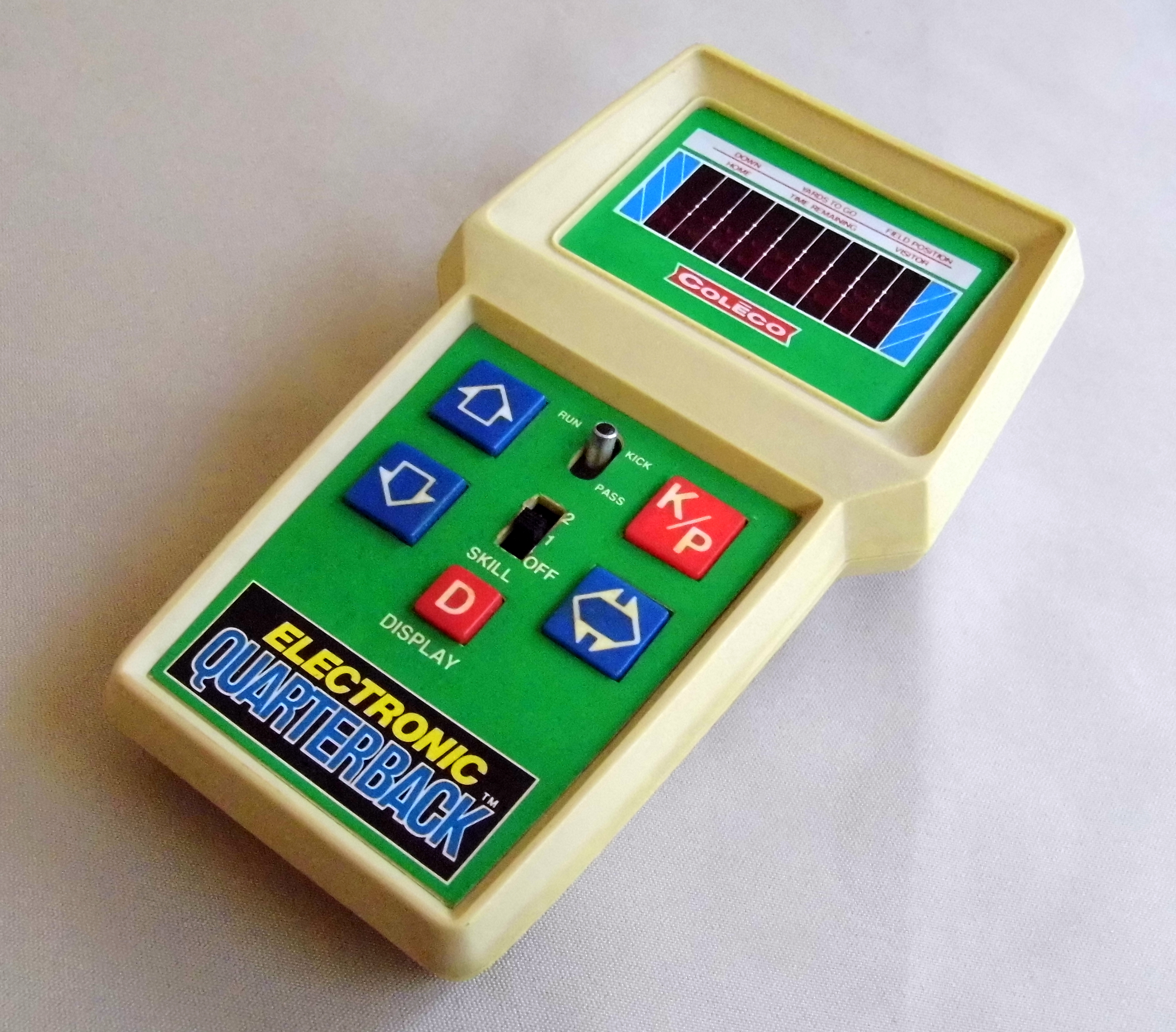
Le jeu Electronic Quarterback de Coleco, sorti en 1978.

Un jeu électronique, ou jeu électronique de poche et jeu électronique portable, est un petit appareil électronique destiné à la pratique du jeu vidéo. Il peut s’agir d’un jeu avec des mécanismes originaux ou de l’adaptation en jeu vidéo d’un jeu solitaire ou de société ou encore d’une version miniaturisée d’un autre jeu vidéo.  Il se rapproche parfois des caractéristiques d'une console portable, bien qu'il soit généralement rudimentaire sur le plan technologique. Un tel appareil est conçu pour ne faire fonctionner qu'un nombre limité de jeux, si ce n'est qu'un seul jeu.
L'écran, les haut-parleurs et les contrôleurs d'un jeu électronique de poche sont intégrés dans une seule unité. Au lieu d'un écran polyvalent composé d'une matrice de pixels, les jeux électroniques de poche comportent le plus souvent un écran dédié avec des graphismes prédéfinis. Ils utilisent la plupart du temps un affichage à cristaux liquides, technologie qui s'est progressivement imposée face aux écrans à ampoules, à diodes électroluminescentes ou fluorescents à vide.
Parfois agrémentés d'une fonction montre, comme les célèbres Game and Watch de Nintendo, les jeux électroniques de poche sont au sommet de leur popularité de la fin des années 1970 jusqu'au début des années 1990. Ils sont les précurseurs des consoles de jeux vidéo portables.

## Histoire

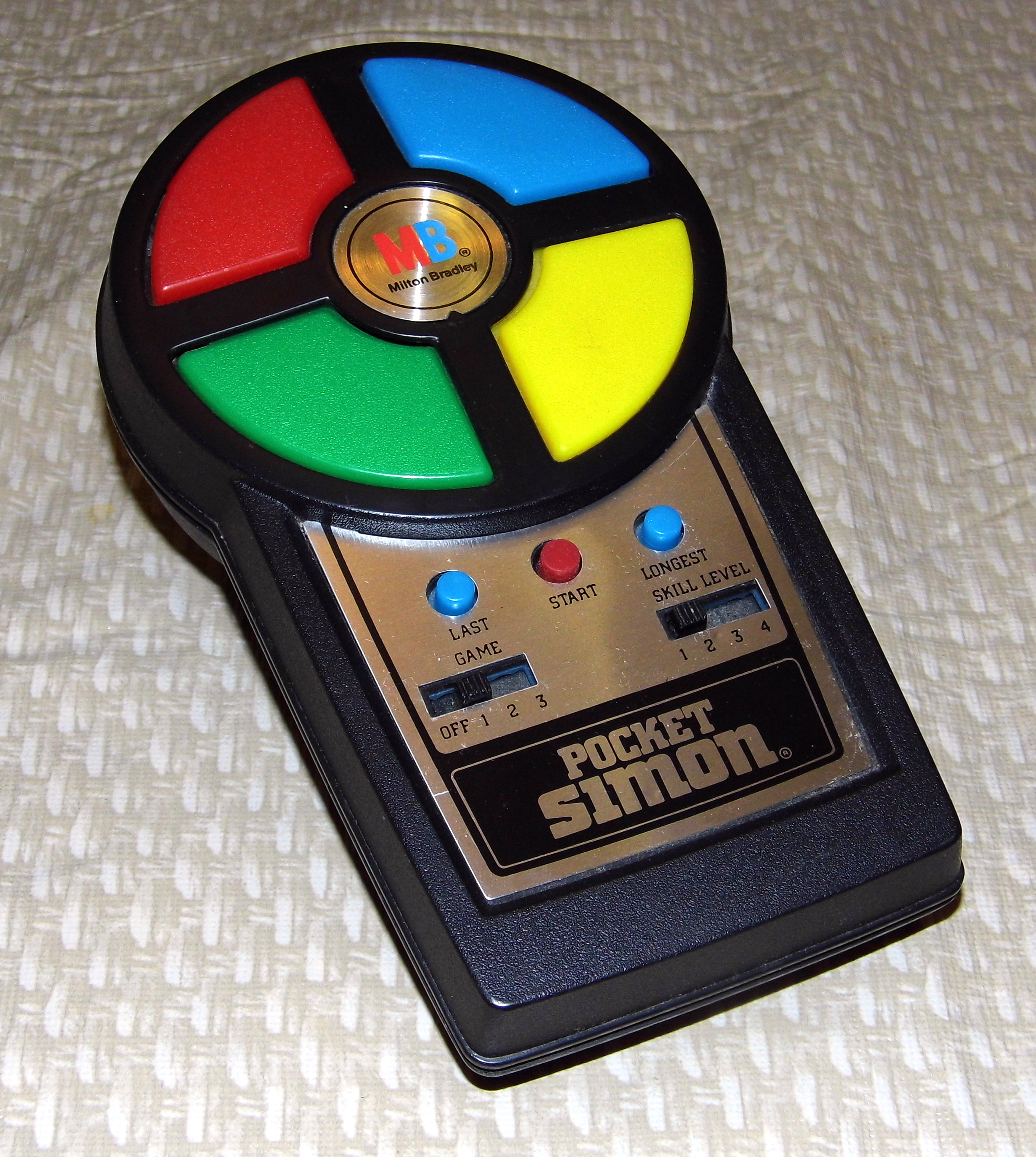
Le jeu Pocket Simon de Milton Bradley, sorti en 1980.

Les premiers jeux de poche se caractérisent par des mécanismes d'interaction simples, souvent des effets sonores ou lumineux. Auto Race et Electronic Football de Mattel, sortis respectivement en 1976 et 1977, sont parmi les plus célèbres. Le système de jeu est le suivant : le joueur contrôle son avatar (une voiture ou un quarterback) en évitant les obstacles à l'aide des boutons. Les deux jeux possèdent un écran à LED rouges très sommaire : le joueur est représenté par un point lumineux, les obstacles par un point moins lumineux. Le reste des graphismes est imprimé sur l'écran (lignes de délimitation de voie ou terrain de football).
En 1978, Milton Bradley fait son entrée dans le marché avec Simon, un jeu de mémoire en son et lumière. L'appareil comporte quatre grosses touches éclairées de couleurs différentes. Le premier modèle est assez grand pour être utilisé comme un jeu de table. Des versions plus petites du jeu sortent par la suite. La même année, Parker Brothers commercialise Merlin, un jeu de poche plus développé comprenant six jeux différents. L'appareil est équipé de 11 boutons avec LED intégrées. Bien que simples, chacun de ces jeux rencontre un grand succès.
Le succès initial des jeux Mattel et Parker Brothers donne lieu à une vague de produits similaires au cours des années 1980. Parmi eux, on trouve notamment les jeux « tête à tête » de Coleco, conçus pour deux joueurs. Des versions miniatures de plusieurs jeux d'arcade populaires sont également développées.

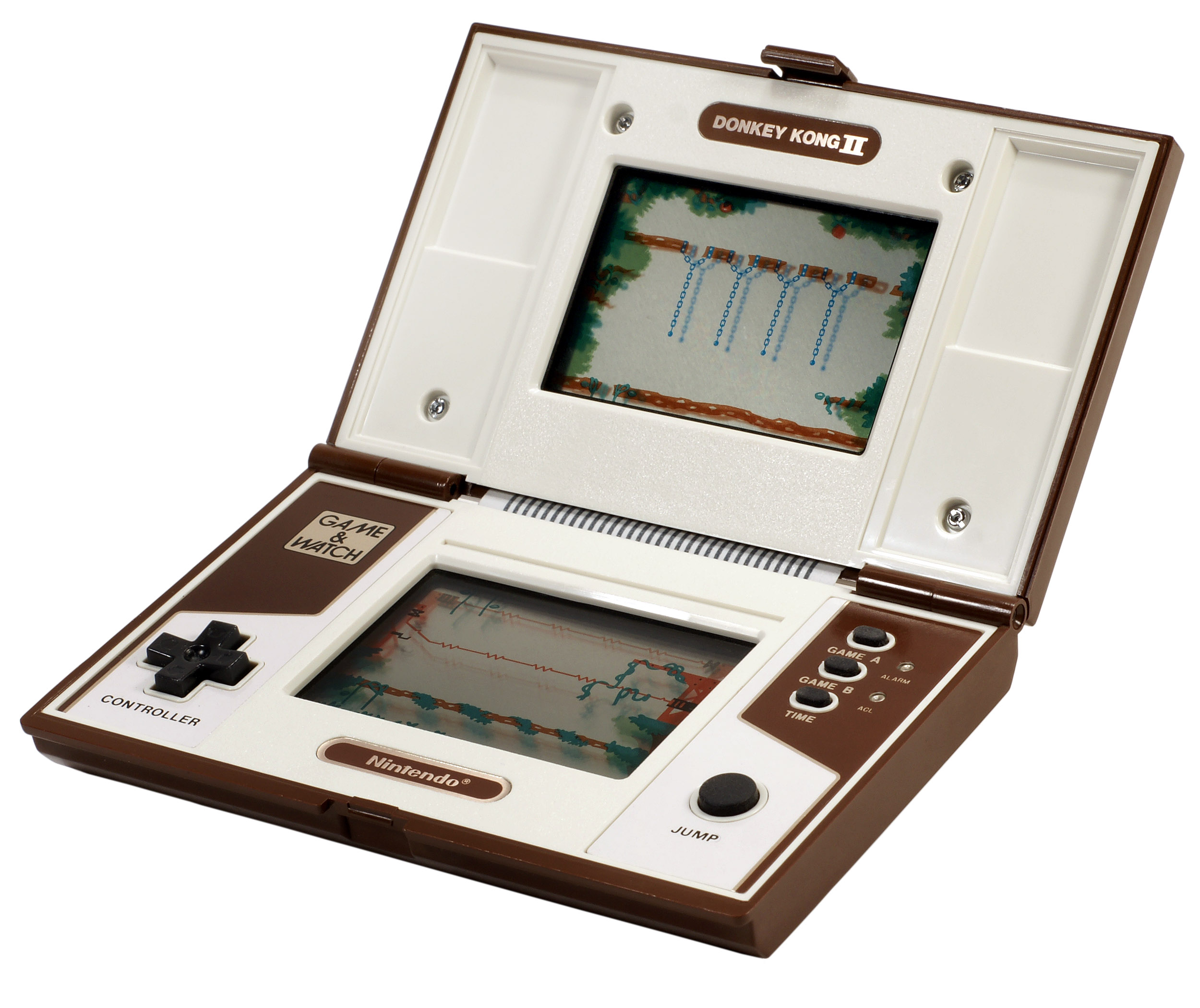
La version Game and Watch du jeu Donkey Kong intègre la toute première croix directionnelle.

En 1979, Gunpei Yokoi voyage à bord d'un shinkansen lorsqu'il aperçoit un homme d'affaires qui, ennuyé, jouait avec une calculatrice LCD. Il lui vient alors l'idée d'une montre faisant également office de jeu miniature pour aider à passer le temps. Dès 1980, Nintendo commercialise une gamme de jeux électroniques conçus par Gunpei Yokoi : les Game and Watch. Mettant à profit la technologie utilisée dans les calculatrices format carte de crédit, les Game and Watch comprennent un afficheur à cristaux liquides imprimant l'heure dans un coin de l'écran. Pour des modèles de Game and Watch ultérieurs et plus développés, Yokoi met au point la première croix directionnelle (ou D-pad), qui sera plus tard réutilisée sur les manettes de NES, avant de devenir un standard de l'industrie,.
Au cours de la décennie, les écrans LCD deviennent moins onéreux et prennent peu à peu la place des écrans à LED dans le domaine des jeux portables. L'utilisation d'images spécifiques, permise par les écrans LCD et VFD, permet d'atteindre un niveau de détail plus élevé et d'éviter l'aspect pixelisé. Cela n'est toutefois pas sans inconvénient. Chaque  position de chacun des objets doit être prédéfinie, car tous les graphismes affichables sont fixes. Ces derniers apparaissent souvent dans leur intégralité lors du redémarrage du jeu. Les différents objets ne peuvent également pas se superposer. L'illusion de mouvement et de déplacement est créée en affichant par alternance les positions prédéfinies des objets. L'arrière-plan est une image statique placée derrière l'écran, qui est transparent lorsqu'éteint. Ces limitations graphiques sont pour partie responsables de la simplicité des jeux LCD par rapport à certains jeux LED.
Les Game and Watch ainsi que les jeux Tiger Electronics sont parmi les jeux les plus connus de l'ère LCD. Certains titres d'autres constructeurs, notamment les conversions de jeu d'arcades, rencontrent également le succès. Des jeux LCD sont encore produits à ce jour, mais sur la base de jeux relativement simples, pour la plupart des jeux de cartes ou de plateau.
En 1982, la LCD Solarpower de Bandai devient la toute première console de jeu alimentée par photovoltaïsme. Certains de ses jeux, comme le jeu d'horreur Terror House, utilisent deux dalles LCD empilées pour créer un effet primitif de 3D relief. En 1983, la Tomytronic 3D de Takara Tomy simule un effet similaire en juxtaposant deux dalles LCD éclairées par l'extérieur, à travers une fenêtre située sur le haut de la console, faisant d'elle le premier système 3D domestique dédié.

## Postérité

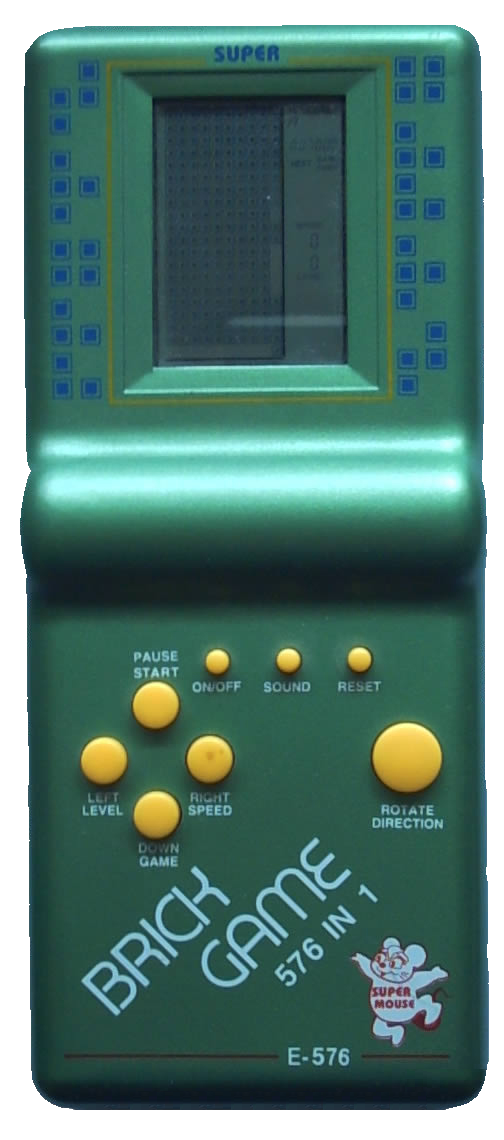
Un modèle de Brick Game.

Malgré le degré de sophistication toujours croissant des consoles portables comme la Nintendo Switch, les jeux de poche dédiés conservent une niche de marché. Au sein de subcultures d'amateurs de jeu vidéo technophiles comme l'Akiba-kei, les jeux électroniques innovants se sont parfois avérés rentables du fait de leur originalité. C'est notamment le cas de Tuttuki Bako (en), un jeu commercialisé par Bandai en 2008. Tuttuki Bako prend la forme d'un appareil cubique muni d'un trou, dans lequel le joueur doit insérer son index pour interagir avec les éléments des mini-jeux. De tels jeux portables restent cependant peu communs.
Des jeux pour adultes comme le blackjack, le poker ou le sudoku ont également été adaptés en jeux électroniques. Certains jeux, comme Brick Game (E-Star E-23), utilisent un écran à briques conçu pour Tetris pour faire fonctionner d'autres jeux, en se servant des blocs comme pixels. Ils comprennent pour beaucoup plusieurs versions de Tetris, parfois accompagnées de jeux d'autres genres tels que des jeux de course automobile ou même des shoot them up. Les modèles les plus avancés peuvent intégrer plus de 20 jeux différents, un son multi-canal, une synthèse de voix ou des extraits sonores numériques ainsi qu'une mémoire interne CMOS conservant la progression et les meilleurs scores après l'extinction du jeu. Nombre de ces jeux sont vendus avec la promesse de faire tourner des centaines, voire des milliers de jeux, alors qu'il s'agit le plus souvent de quelques dizaines de jeux avec plusieurs niveaux de vitesse et de difficulté.
Les jeux électroniques « évite/attrape les objets » sont parmi les moins sophistiqués. Le but du jeu est de déplacer le personnage d'une colonne à l'autre en lui faisant éviter ou attraper des lignes d'objets. Le personnage et les objets peuvent être n'importe quelle image préintégrée.